# Amanda Kloots
Amanda Kloots (Canton, Ohio, 19 de marzo de 1982) es una presentadora de televisión, bailarina e instructora de fitness estadounidense. Desde 2021, ha sido copresentadora del programa de entrevistas diurno The Talk.

## Primeros años
Kloots es el segundo más joven de cinco hermanos. Asistió a la escuela secundaria GlenOak en el Municipio de Plain, en el Condado de Stark, Ohio.

## Carrera
Kloots actuó como parte del conjunto en varios musicales en Broadway, incluidos Good Vibrations, Follies, Young Frankenstein y Bullets Over Broadway. Fue miembro de la compañía de baile las Rockettes.
En 2020, Kloots lanzó una marca de fitness digital, que incluye videos de ejercicios enseñados por ella. Ese mismo año, se desempeñó como copresentadora invitada en el programa de entrevistas diurno de CBS, The Talk. Se unió al programa como copresentadora permanente en enero de 2021. Publicó unas memorias, en coautoría con su hermana, titulada Live Your Life, en junio de 2021.
En septiembre de 2021, Kloots fue anunciada como una de las celebridades concursantes de la temporada 30 de Dancing with the Stars, siendo emparejada con el bailarín profesional Alan Bersten.

## Vida personal
Kloots estuvo casada con el actor David Larsen durante seis años. Más tarde estuvo casada con el actor Nick Cordero desde 2017 hasta su muerte en 2020; los dos se conocieron mientras trabajaban en Bullets Over Broadway. Recibió atención por documentar la lucha de Cordero y su eventual muerte por complicaciones relacionadas con el COVID-19 en Instagram. La pareja tuvo un hijo en 2019. Vive en Los Ángeles.
Kloots respaldó a Joe Biden en las elecciones presidenciales de Estados Unidos de 2020.

## Filmografía
| Año  | Título                 | Papel          | Notas        | Ref.   |
| ---- | ---------------------- | -------------- | ------------ | ------ |
| 2021 | The Talk               | Copresentadora | Talk show    | [ 11 ] |
| 2021 | Dancing with the Stars | Concursante    | Temporada 30 | [ 13 ] |

## Créditos de teatro
| Año  | Título                | Rol                                             | Sede               | Ref.  |
| ---- | --------------------- | ----------------------------------------------- | ------------------ | ----- |
| 2014 | Bullets Over Broadway | Conjunto (acreditada como Amanda Kloots-Larsen) | Teatro Saint James | [ 5 ] |